# Eumegamastus
Eumegamastus är ett släkte av skalbaggar. Eumegamastus ingår i familjen vivlar.
Kladogram enligt Catalogue of Life:
| Eumegamastus | \| \| Eumegamastus seriatus \| \| \| \| |
|              | \| \| Eumegamastus seriatus \| \| \| \| |
|              | Eumegamastus seriatus                   |
|              |                                         |